# Königssee (Gnotschaftsbezirk)

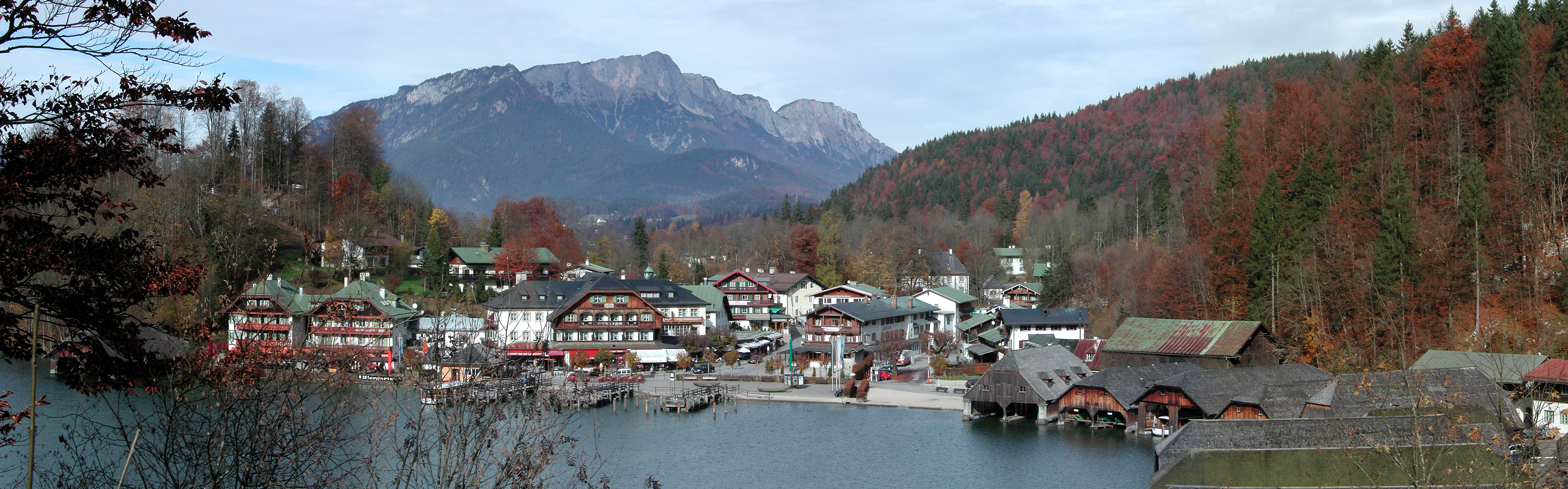
Blick über den Ortsteil Königssee mit dem Gebäudeensemble der Seelände (2005)

Königssee ist seit 1978 ein Ortsteil der Gemeinde Schönau am Königssee im oberbayerischen Landkreis Berchtesgadener Land.

## Geschichte
Vermutlich bereits ab Ende des 14. Jahrhunderts war Königssee der 1. Gnotschafterbezirk der „Urgnotschaft“ Schönau im Berchtesgadener Land, das ab 1380 das Kernland der Reichsprälatur Berchtesgaden und der später eigenständigen reichsunmittelbaren Fürstpropstei Berchtesgaden (1559–1803) bildete. Nach drei kurz hintereinander folgenden Herrschaftswechseln wurde 1810 das Berchtesgadener Land mit seinen Gnotschaften dem Königreich Bayern angegliedert und aus Schönau ab 1817 eine Gemeinde. Im gleichen Jahr sind die bis dahin Schönauer Gnotschaften Faselsberg, Königssee und Schwöb zur eigenständigen Gemeinde Königssee zusammengefasst worden. 1978 erfolgte im Zuge der Gebietsreform in Bayern die Wiederzusammenlegung der Gemeinden Schönau und Königssee in die Einheitsgemeinde Schönau am Königssee mit in etwa gleicher Gebietsgröße der einstigen Urgnotschaft. Seither ist auch der mit der vormals eigenständigen Gemeinde namensgleiche Ortsteil Königssee ein Ortsteil von Schönau am Königssee, der wie die anderen Ortsteile von den Einheimischen noch immer als Gnotschaft bezeichnet wird.

## Historische Hausnamen
Ende des 17. Jahrhunderts umfasste der Gnotschaftsbezirk Königssee 18 Anwesen, davon acht ganze und zehn halbe Höfe, die in der statistischen Übersicht von 1698 mit ihren Hausnamen aufgeführt werden und für die laut dem Steuerbuch von 1698 der Bauer vom Stangerlehen (Ganzer Hof Nr. 7) zum Gnotschafter bestellt worden war.
| Anwesen von 1698 im Gnotschaftsbezirk Königssee | Anwesen von 1698 im Gnotschaftsbezirk Königssee | Anwesen von 1698 im Gnotschaftsbezirk Königssee | Anwesen von 1698 im Gnotschaftsbezirk Königssee | Anwesen von 1698 im Gnotschaftsbezirk Königssee |
| Ganze Höfe | Halbe Höfe |                                                 |                                                 |                                                 |
| --- | --- | ----------------------------------------------- | ----------------------------------------------- | ----------------------------------------------- |
| - Brandnerlehen - Grafenlehen - Ob. Brutshausen - Unt. Brutshausen (Schusterlehen) 1) - Seefeld (Forsthaus Königssee) 1) - Sigllehen - Stangerlehen - Weberlehen | - Flinsen - Ob. Hammerl (Meislerlehen) 1) - Unt. Hammerl - Hochbichl - Mühlleiten - Neuhausen - Unt. Neuhausen - Prosenbach - am See - Zulehen am See (Landhaus Königssee) 1) |                                                 |                                                 |                                                 |
| 1) In Klammern gesetzt die heutigen, von 1698 abweichenden Hausnamen                                                                                             | |                                                 |                                                 |                                                 |

Die aktuellen Hausnamen sind auch auf der topographischen Karte im BayernAtlas dargestellt.

## Baudenkmäler
Siehe: Liste der Baudenkmäler in Schönau am Königssee#Königssee